# Martí Estany i Martí
Martí Estany i Martí (Barcelona, 4 de gener de 1872 - Molins de Rei, 23 de setembre de 1938) fou un col·leccionista català.

## Biografia
Martí Estany va néixer al barri del Raval de Barcelona. El seu pare, Ramon Estany Solà (1838-1899) era natural de Piera i boter d'ofici, tal com ho havia estat l’avi patern, Agustí Estany Alabreda (1798-1867), nascut també a Piera. La mare, Leonor Martí Puig (1847-1941), havia nascut a Barcelona i era filla d'un pròsper comerciant d'aiguardent i alhora bon coneixedor de l'ofici de boter de nom Joan Martí, fill de Reus i instal·lat a la capital catalana.
Va estudiar a l’Escola Superior de Comerç de Barcelona de 1885 a 1890, assolint el nivell de pèrit mercantil, així com el de professor mercantil. A la mort del seu pare, el 1899, Martí Estany prengué les regnes del negoci familiar. El seu nucli familiar, del qual formaven part la mare i la germana, gaudia d'una còmoda situació econòmica gràcies als recursos econòmics que els arribaven dels lloguers que rebien dels immobles que tenien en propietat, i també per l’habilitat de Martí Estany a invertir-los encertadament.
Martí Estany tenia passió per l'excursionisme. El 1901 ingressà al Centre Excursionista de Catalunya, on a més de participar en les excursions, escrivia articles al butlletí d'aquesta entitat. Era simpatitzant d'Estat Català. També tenia passió per la música: el 1899 ingressà a l'Orfeó Català, on el 1902 va començar a desenvolupar tasques de comptador i per tant va passar a ser membre de la Junta Directiva; va fer donacions per a la construcció de la seu social que dissenyà l'arquitecte Lluís Domènech i Montaner. L'1 de febrer de 1934, l'Orfeó Català li oferí un homenatge, a ell i a dos membres més de la Junta Directiva, consistent en un concert dirigit pel mestre Lluís Millet, on no faltà El cant de la Senyera ni Els segadors.
El 1912 Martí Estany va comprar a la seva cosina Concepció Estany Casanovas —carregada de deutes com estava— la casa de Piera situada al número 8 del carrer del Doctor Carles (aleshores carrer de Sant Bonifaci). És la casa que el seu pare, Josep Estany Solà, havia adquirit el 1881 i que era a tocar de la casa pairal de la família. El 1933 Martí Estany va adquirir a la seva cosina, que continuava tenint una situació econòmica precària, la casa pairal del número 10 del carrer del Doctor Carles, i va reformar el conjunt de les dues cases, Ca l'Estany, i remodelà les façanes, tasca que encarregà al prestigiós esgrafiador i escultor noucentista Ferran Serra i Sala (1905-1988).
A Piera, on passava llargues temporades, formà part del Sindicat Agrícola Catòlic del Sant Crist a Piera, així com de l’associació Foment de Piera, de la que va ser-ne el president quan el 1931 la seva denominació passà ser Foment de Piera - Casal Català.
A mitjans de la dècada de 1920 va comprar diverses cases a Molins de Rei, on en una d'elles va passar l'estiu de 1938, i on el 23 de setembre el va sorprendre la mort a causa d’una malaltia. Al cementiri de la població descansen les seves restes mortals.

## Col·leccions
Martí Estany va col·leccionar allò que va despertar el seu interès en cada moment de la seva vida, sense condicionants de caràcter econòmic o de cap altra consideració.
El 13 d’agost de 1936, començada ja la Guerra Civil, va fer donació de 210 rellotges de butxaca i 79 arquetes a la Comissaria General de Museus, successora de la Junta de Museus, òrgan administratiu que gestionava els Museus d’Art de Barcelona. A la seva mort, els hi deixà en herència 19 rellotges i 17 arquetes més, així com una col·lecció de 71 retrats en miniatura, entre ells Retrat de dona, datat i signat el 1836 per José Roldán Martínez, professor de dibuix de l’Escuela de Bellas Artes de Sevilla, o bé el Retrat d’home, executat a principis del segle xix per Lorenzo Barrutia. La col·lecció de miniatures de Martí Estany avui dia forma part dels fons patrimonials del Museu del Disseny de Barcelona.
De la seva col·lecció de pintures, en va llegar 27 als Museus d'Art de Barcelona, entre elles Retrat del gravador Pasqual Pere Moles, obra del pintor valencià Vicent López i Portaña (1772-1850); també tres obres del català Santiago Rusiñol (1861-1931): Pont sobre un riu, una obra executada vers el 1884, així com En campanya i Jardí de Montmatre, datades a París entorn del 1890; així com tres obres del pintor de Molins de Rei Miquel Carbonell: Dinar al camp, La puntaire i Creu de terme, datades entorn del 1885.
També va llegar als Museus d'Art de Barcelona 5 portapaus, i a l'Orfeó Català objectes relacionats amb la música on hi havia, entre d'altres, escultures, pintures, llibres, rajols de ceràmica així com instruments musicals.